# Харьковъ
«Харьковъ» — літературно-політичний щоденник, виходив у 1877—1880 роках. 
Газета приділяла увагу також справам земства. Між співробітниками були Осип Бодянський, Дмитро Каченовський, Микола Сумцов, Т. Камшенський та інші.